# Callionima nomius
Callionima nomius (Walker, 1856) è un lepidottero appartenente alla famiglia Sphingidae, diffuso in America Centrale e Meridionale.

## Descrizione

### Adulto
Si riconosce facilmente da tutti gli altri membri del genere Callionima per il disegno dell'ala anteriore e per il colore di quella posteriore. Il mesonoto è sollevato e l'addome è più allungato rispetto alle altre specie congeneri.

L'ala anteriore è di colore marrone scuro, con un'area triangolare più chiara sulla costa, mentre la macchia argentata discale è qui rappresentata da un piccolo punto chiaro. Il margine esterno sotto l'apice è poco appuntito e solo leggermente falciforme.

L'ala posteriore è marrone scuro nella parte distale, e color camoscio in quella prossimale, laddove nelle altre specie di Callionima è arancione.

Il genitale maschile mostra un uncus profondamente inciso a formare due lobi paralleli, quasi verticali, separati da un sinus oblungo; ogni lobo è appuntito, col margine superiore inclinato ma pressoché diritto, e quello inferiore fortemente convesso al centro. Lo gnathos è pure ripartito in due processi lunghi e sottili, che giacciono vicini in prossimità della superficie interna dei lobi dell'uncus, e risultano celati ad una vista laterale. L'edeago si restringe a livello apicale, a formare un processo corto e arcuato.

I sessi sono simili, ma nella femmina l'addome non termina a ventaglio (D'Abrera, 1986).

L'apertura alare va da 70 a 80 mm.

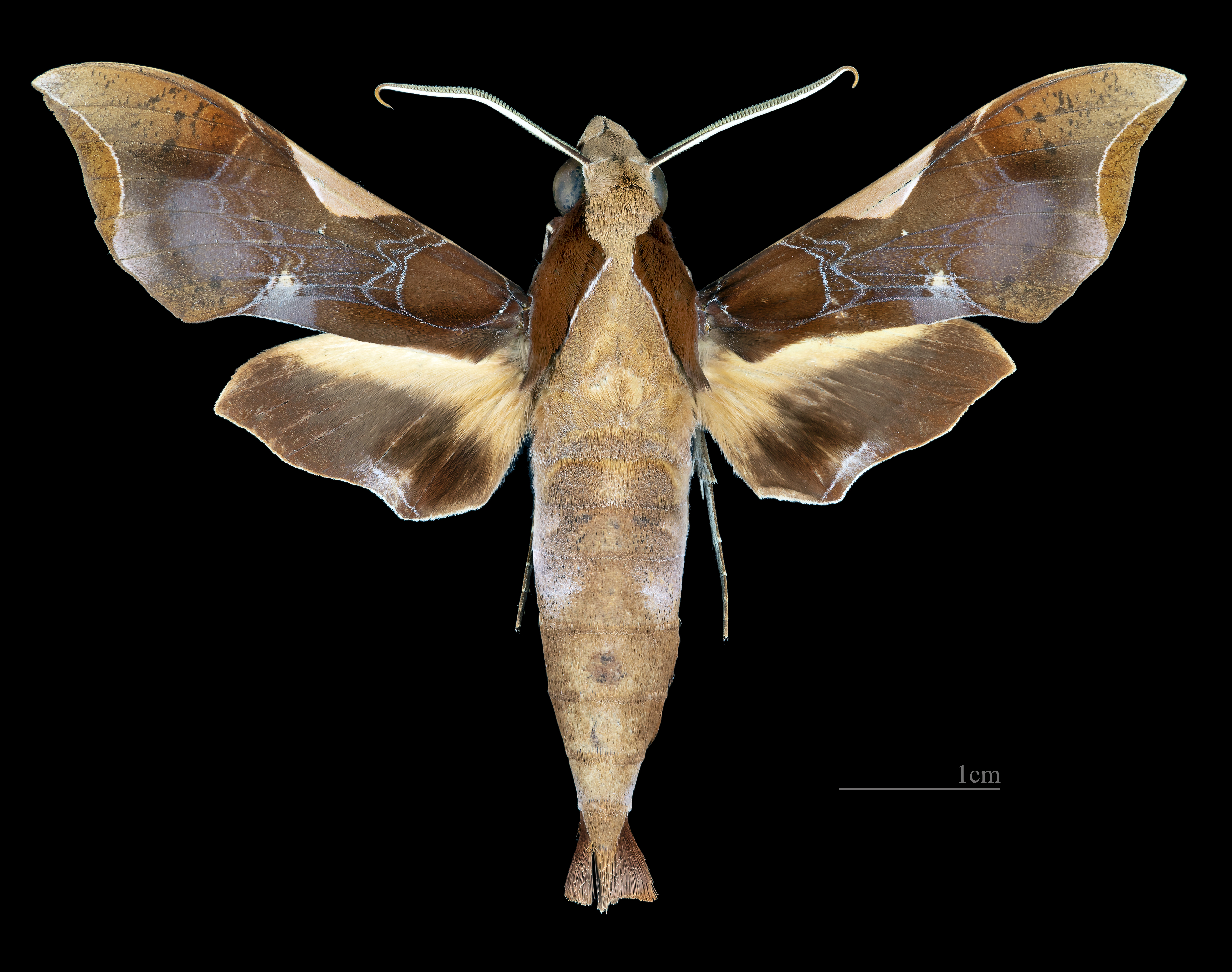
Callionima nomius ♂
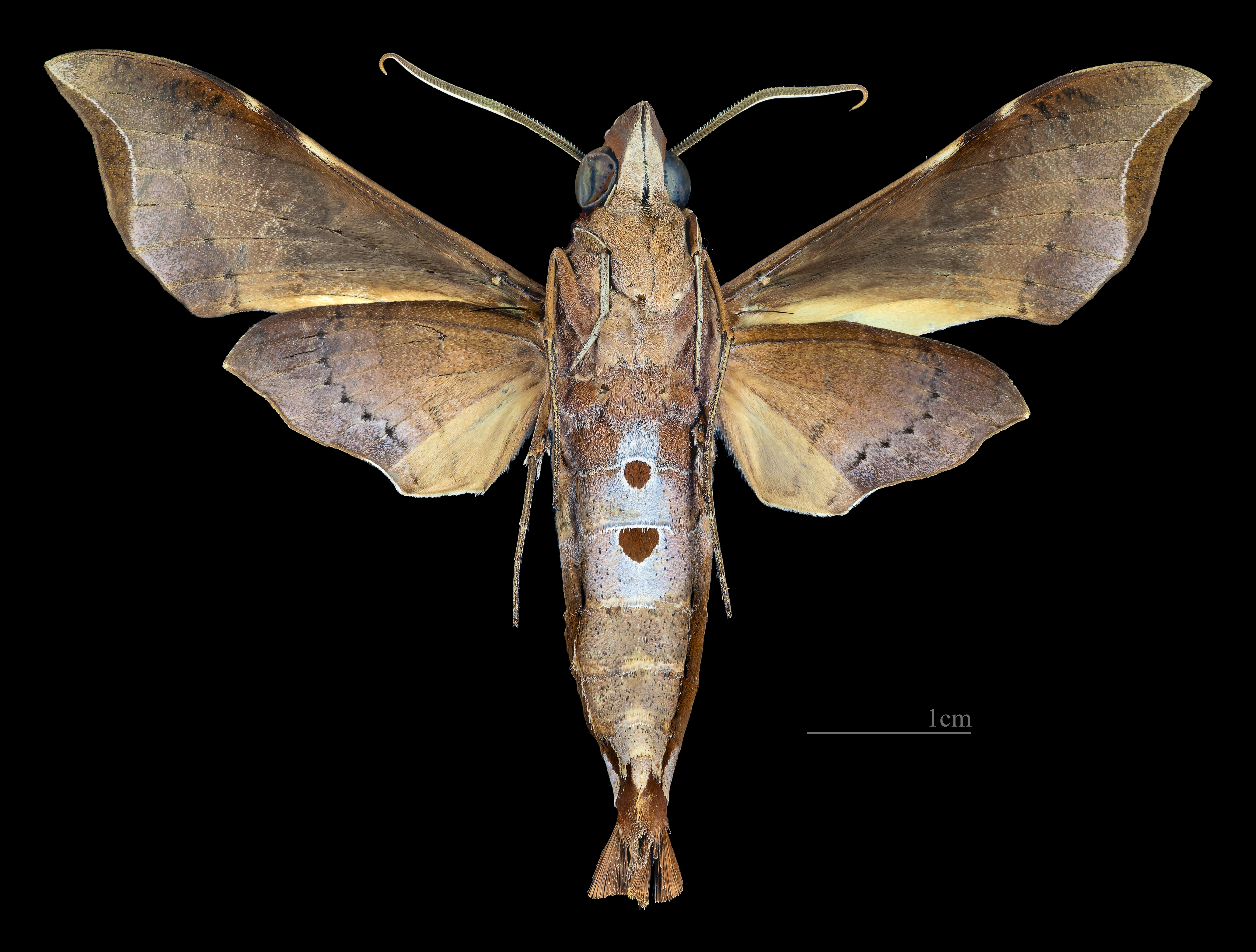
Callionima nomius ♂  △
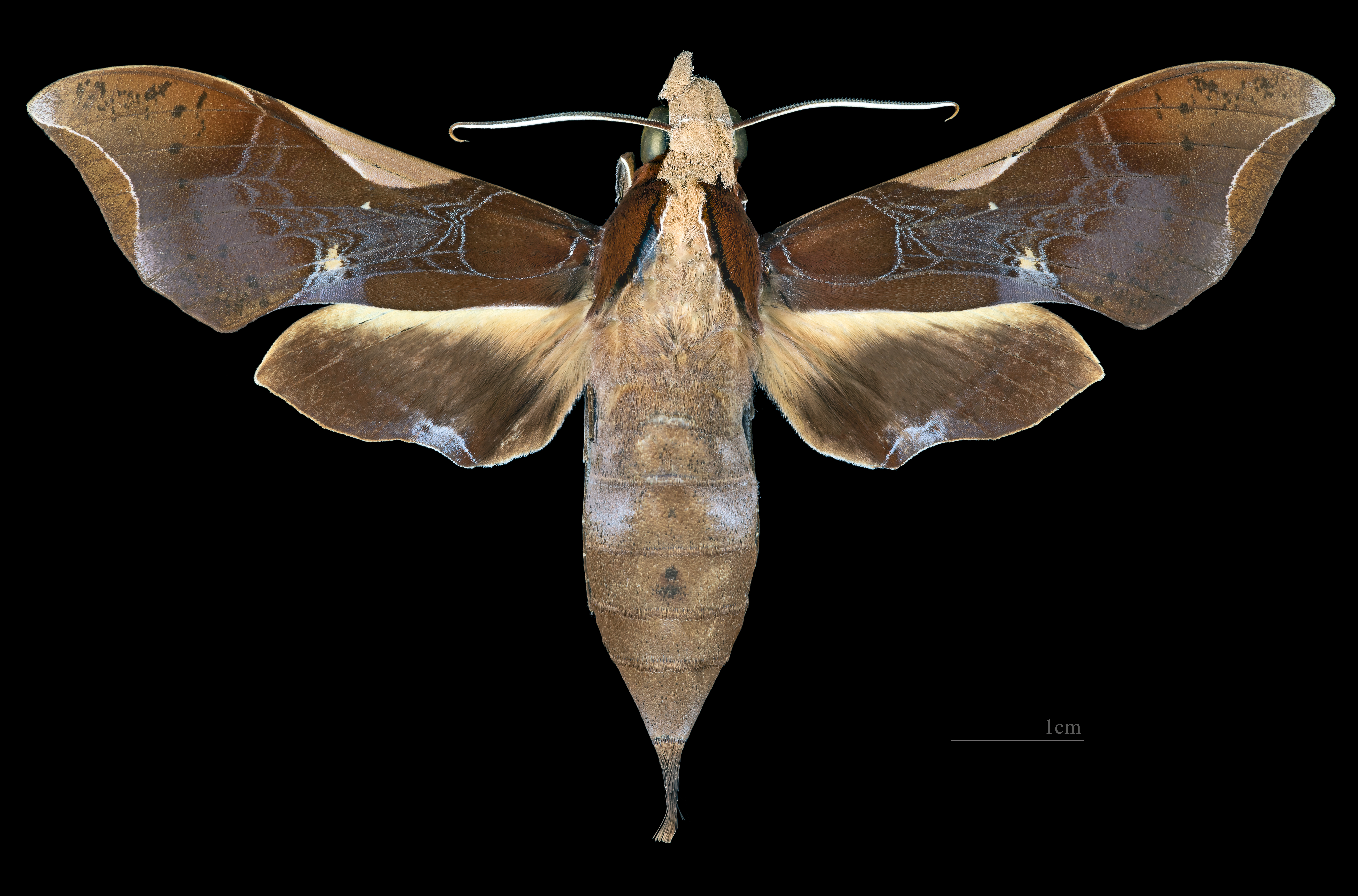
Callionima nomius ♀
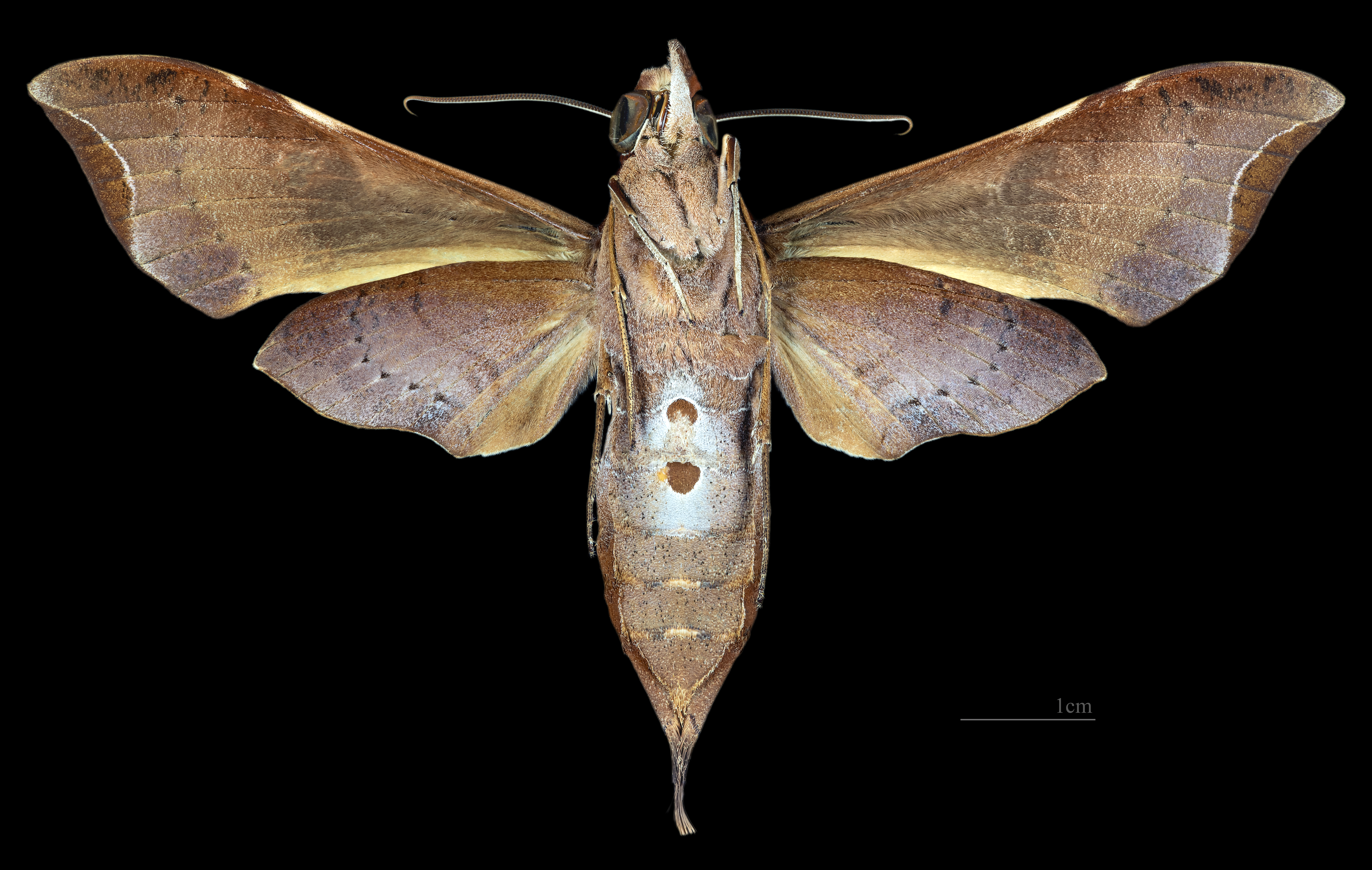
Callionima nomius  ♀ △

### Larva
Dati non disponibili.

### Pupa
I bruchi si impupano negli strati superficiali della lettiera del sottobosco.

## Distribuzione e habitat
L'areale di questa specie comprende il Messico, il Belize (Cayo, Stann Creek), il Guatemala, l'Honduras (incerto), il Nicaragua (Rio San Juan), la Costa Rica (Puntarenas, Guanacaste, Alajuela, Heredia, San José), Panama, il Venezuela nordoccidentale ed orientale (Aragua, Bolivar, Carabobo, Distretto Capitale, Lara, Táchira), il Perù (Junin), la Bolivia (La Paz, Santa Cruz), l'Argentina (Misiones), fino al Brasile (locus typicus: Roraima, Pará, Mato Grosso).

## Biologia
Durante l'accoppiamento, le femmine richiamano i maschi grazie ad un feromone rilasciato da una ghiandola, posta all'estremità addominale. Gli adulti di entrambi i sessi sono attratti dalla luce, soprattutto i maschi.
Le femmine sono attive dalle 22:00 alle 02:00, e i maschi dalle 23:00 alle 02:30.

### Periodo di volo
In Costa Rica gli adulti sono stati catturati in ogni mese dell'anno, tranne in marzo.

### Alimentazione
Gli adulti suggono il nettare di fiori di varie specie, tra cui Nicotiana forgetiana Hort. ex Hemsl. (fam. Solanaceae).
I bruchi si alimentano sulle foglie di alcune specie di Apocynaceae, tra cui soprattutto Aspidosperma macrocarpon Mart..

## Tassonomia

### Sottospecie
Non sono state descritte sottospecie:

### Sinonimi
Sono stati riportati due sinonimi:
- Calliomma nomius Walker, 1856
- Eucheryx nomius Boisduval, 1875